# Giuseppe Alberghini
Giuseppe Alberghini, född 13 september 1770 i Cento, död 30 september 1847 i Rom, var en italiensk kardinal.

## Biografi
Giuseppe Alberghini var son till Francesco Alberghini och Clara Comi. Han studerade vid Bolognas universitet och i Rom och blev doktor i rättsvetenskap. Han blev senare konsistorialadvokat samt kanik vid Vatikanbasilikan.
År 1834 utsåg påve Gregorius XIV in pectore Alberghini till kardinal och året därpå mottog han Santa Prisca på Aventinen som titelkyrka. Alberghini deltog i konklaven 1846, vilken valde Pius IX till ny påve.
Kardinal Alberghini avled 1847 och har fått sitt sista vilorum i kyrkan Il Gesù i Rom.